# Ночной Дозор (игра)
«Ночной Дозор» (английская версия носит название Night Watch) — тактическая ролевая компьютерная игра с пошаговыми боями, в которых участвуют 2-5 персонажей с каждой стороны, созданная российской компанией Nival Interactive по мотивам романа Сергея Лукьяненко Ночной Дозор и одноимённого фильма. Российская версия игры вышла 18 августа 2005 года (20 января 2006 года вышла «Специальная версия»), а английская версия поступила в продажу в США 29 июня 2006 года. В игре используется графический движок Silent Storm Engine. Продолжением является игра Дневной Дозор.
Отличия «Специальной версии»:
1. Появление трёх уровней сложности (в оригинале только один нормальный);
2. Изменения в балансе и игровой механике;
3. Встроенный редактор карт.

## Игровой процесс
Игрок может выбрать персонажа одного из трёх классов: перевёртыш, маг и чародей (в отличие от мага, использующий волшебные предметы). Персонажи по мере накопления опыта получают уровни («ступени»), что позволяет изучить новые заклинания или приёмы.

## Сюжет
Действие игры разворачивается на улицах ночной Москвы. Среди людей живут так называемые Иные — маги, колдуны, оборотни, вампиры. С незапамятных времен идет борьба между Светлыми и Тёмными Иными. Под управлением игрока группа Светлых Иных должна помешать коварным планам Дневного Дозора.
События игры относятся ко времени между первой книгой серии («Ночной дозор») и второй книгой («Дневной дозор»).

## Музыка
В создании музыки для игры участвовали шоумен Александр Пушной и Андрей Федоренко — лидер российской пауэр-метал-группы Archontes.

## Разработка

Главное меню

Сергей Лукьяненко не принимал участия в разработке. Он лишь задал общую направленность проекта. В интервью «Миру фантастики» он сказал, что жанр CRPG был выбран разработчиками по его просьбе, так как он был фанатом этого жанра. Писатель хотел, чтобы игрок мог выбирать сторону (Ночной или Дневной дозор), но сроки разработки не позволяли реализовать эту возможность. Другие пожелания Лукьяненко включали необходимость воссоздать «точные и узнаваемые» московские улицы, где должно было происходить действие игры, а также отсутствие обычного оружия, которое хотели включить разработчики. Однако, по мнению, Лукьяненко, это «разрушало бы магический мир Дозоров».

Кат сцена: главный персонаж

Автором художественных текстов для игры по рекомендации Сергея Лукьяненко стал Леонид Каганов, несмотря на отсутствие у него опыта работы с компьютерными играми. Сценарий игры был создан Сергеем Величко. Разработчики ориентировались на игроков, которые хотя и знакомы с книгами или фильмами, но не являются фанатами компьютерных игр. Это означало упрощение механик и системы развития персонажа, а также необходимость представить увлекательный сюжет.

Начало игры на крыше, второй бой

Разработчики поставили перед Кагановым задачу написать диалоги так, чтобы они были «максимально смешными». Это вызвало определённые трудности у автора, так как шутки не очень увязывались с драматическими событиями, происходящими в игре. Наибольшая свобода была предоставлена при работе с образами второстепенных персонажей. В интервью писатель в качестве своей удачной находки приводит пример с персонажами фашистов, реплики которых написаны на псевдонемецком языке и озвучены Алесандром Пушным: «Подозрительнайн гибельт! Хладентруппен Ганс унд хладентруппен Фредерик лежхайт здейс бездыхайнен!».
На финальных этапах разработки всё же было решено не превращать игру «в балаган», и диалоги пришлось переписывать, делая их «чуть менее отвязными». Каганов в интервью «Миру фантастики» упоминал споры, связанные с настроением финальной песни, а также свои усилия, направленные на то, чтобы сделать диалоги «более эмоциональными и драматичными, особенно к финалу».

## Оценки
| Сводный рейтинг       | Сводный рейтинг       |
| Агрегатор             | Оценка                |
| --------------------- | --------------------- |
| GameRankings          | 53,88 %               |
| Metacritic            | 54 / 100 (29 обзоров) |
| Русскоязычные издания |                       |
| Издание               | Оценка                |
| Absolute Games        | 59 %                  |
| Gameplay              | 3,5/5                 |
| «PC Игры»             | 8,0 / 10              |
| PlayGround.ru         | 5,8/10                |
| StopGame.ru           | 4,2 / 5               |
| «Игромания»           | 7,0/10                |
| «ЛКИ»                 | 65 %                  |
| «Страна игр»          | 8,0 / 10              |
| gameland.ru           | 7,5 / 10              |

Журнал Игромания поставил игре оценку 7,0/10. Автор рецензии Андрей Александров в итоговом вердикте написал: «Возможно, кто-то и назовет „Ночной дозор“ ошмётком „Операции Silent Storm“. Но для большинства это все равно будет примером успешной и увлекательной игры по фильму (особенно когда есть с чем сравнивать)».
«Мир фантастики» поставил игре оценку 8/10, назвав игру «удачной». В качестве замечаний была отмечена недостаточная для опытных игроков свобода ролевого выбора.
Сайт GameSpot поставил игре 5,4 балла из 10.
В игре есть интересная история, неплохо дополняющая фильм, но она слишком поверхностна и монотонна, чтобы заинтересовать любителей стратегических игр, а сама игра - слишком уродлива и крива, чтобы заинтересовать кого-либо ещё.
Сайт GameSpy поставил оценку 3/5.
Игра по фильму, снятому по книге? Нет, это не "Гарри Поттер"... Российский импорт предлагает неплохую тактику, но в труднодоступном виде.
Сайт Eurogamer поставил оценку 5/10.
Если бы я довольствовался только превью этой игры и надеждами, общая сумма моей негативности не увеличилась бы даже на 0,00000000000026%; сейчас я бы был чуть менее циничным и подозрительным игроком. Ведь на бумаге всё так хорошо выглядело.
Рецензент сайта WorthPlaying заявил, что лучше потратить время и деньги на просмотр «Ночного Дозора» на DVD и пассивное наслаждение им, потому что, как попытка интерактивного опыта, «Ночной дозор» полностью проваливается. Оценка — 4/10.